# Donatas Motiejūnas
Donatas Motiejūnas (Kaunas, 20 de setembro de 1990) é um jogador lituano de basquete profissional que atualmente joga pelo AS Monaco, que disputa a "Élite" e a EuroLiga. Foi draftado em 2011 na primeira rodada pelo Minnesota Timberwolves.

## Estatísticas

### NBA

#### Temporada regular
| Ano     | Equipe  | PJ  | PT  | MPP  | %TC  | %3P  | %TL  | RPP | APP | ROB | TPP | PPP  |
| ------- | ------- | --- | --- | ---- | ---- | ---- | ---- | --- | --- | --- | --- | ---- |
| 2012-13 | Houston | 44  | 14  | 12.2 | .455 | .289 | .627 | 2.1 | .7  | .2  | .2  | 5.7  |
| 2013-14 | Houston | 62  | 3   | 15.4 | .443 | .250 | .604 | 3.6 | .5  | .3  | .3  | 5.5  |
| 2014-15 | Houston | 71  | 62  | 28.7 | .504 | .368 | .602 | 5.9 | 1.8 | .8  | .5  | 12.0 |
| 2015-16 | Houston | 37  | 22  | 14.8 | .439 | .281 | .642 | 2.9 | 1.1 | .5  | .1  | 6.2  |
| Total   | Total   | 214 | 101 | 19.0 | .475 | .308 | .612 | 4.0 | 1.1 | .5  | .3  | 7.8  |

#### Playoffs
| Ano   | Equipe  | PJ | PT | MPP  | %TC   | %3P  | %TL   | RPP | APP | ROB | TPP | PPP |
| ----- | ------- | -- | -- | ---- | ----- | ---- | ----- | --- | --- | --- | --- | --- |
| 2013  | Houston | 1  | 0  | 5.0  | 1.000 | .000 | 1.000 | 1.0 | .0  | .0  | .0  | 5.0 |
| 2016  | Houston | 5  | 4  | 19.6 | .432  | .444 | .471  | 5.2 | 1.0 | .8  | .4  | 8.8 |
| Total | Total   | 6  | 4  | 17.2 | .462  | .444 | .500  | 4.5 | .8  | .7  | .3  | 8.2 |